# Аванесян, Тигран Беникович
Тигра́н Бенико́вич Аванеся́н (род. 13 апреля 2002, Ташкент) — российский футболист, полузащитник тульского «Арсенала».

## Клубная карьера
Родился в Ташкенте. В возрасте двух лет переехал с семьей в Калининград. Воспитанник калининградской «Балтики». В 2015 году перешёл в школу московского ЦСКА. С 2018 года выступал за команду в молодёжном первенстве, был капитаном команды в сезоне 2019/20.
20 февраля 2021 года появилась информация, что до конца сезона 2020/21 Аванесян будет выступать в аренде за клуб «Тамбов». Официально был заявлен за команду 21 февраля и в тот же день дебютировал за новый клуб, появившись в стартовом составе на матч Кубка России против «Локомотива» (0:3), в котором провёл на поле 62 минуты. 26 февраля сыграл свой первый матч в Премьер-лиге, выйдя на замену на 59-й минуте в игре с «Ротором». Всего в весенней части сезона сыграл за «Тамбов» три матча, а его команда заняла последнее место в лиге.
1 июня 2021 года продлил контракт с ЦСКА до окончания сезона 2025/26. 8 сентября в заключительный день летнего трансферного окна вместе с Лассаной Н’Диайе отправился в команду ФНЛ «Текстильщик» (Иваново) (игроки были заявлены перед самым закрытием окна. Через три дня дебютировал, выйдя на замену на 84-й минуте в матче против клуба «Олимп-Долгопрудный» (3:1). 17 ноября 2021 года забил первый гол за ивановскую команду в матче против «Акрона» (2:2). Всего в сезоне 2021/22 провёл 22 матча, а «Текстильщик» занял 18 место и получил понижение в классе.
9 июня 2022 года перешёл в калининградскую «Балтику» на правах аренды. Дебют состоялся 24 июля 2022 года, в домашней игре против «Волгаря» (3:1), Аванесян заменил Максима Кузьмина на 89-й минуте. С августа 2022 года стал выступать за фарм-клуб «Балтику-БФУ» из-за высокой конкуренции в первой команде. По итогам сезона 2022/2023 «Балтика» получила право выступить в РПЛ в сезоне 2023/24, и Сергей Игнашевич вернул Аванесяна в первую команду, где он периодически выходил на поле в рамках РПЛ и был одним из игроков основной обоймы в матчах на Кубок страны.
14 января 2025 в телеграм-канале ПФК «Арсенал» появилась информация о подписании Тиграном Аванесяном контракта с тульским «Арсеналом». 7 марта 2025 года в матче первой лиги против «Черноморца» (0:0) он дебютировал за новый клуб, выйдя на замену на второй тайм.

## Карьера в сборной

### Сборная России
С 2017 года вызывался в юношеские сборные России различных возрастов. В 2019 году в составе сборной до 17 лет принимал участие в чемпионате Европы, где сыграл в трёх матчах группового этапа и в заключительном матче против Венгрии вышел на поле с капитанской повязкой. Сборная России не набрала очков и заняла последнее место в группе.

### Сборная Армении
Летом 2023 года согласился выступать за молодёжную сборную Армении. Дебютировал за сборную до 21 года 12 сентября в матче против Черногории в рамках квалификации молодёжного чемпионата Европы.
26 марта 2024 года сыграл первую встречу за взрослую сборную Армении, на 81-й минуте заменив Ованеса Арутюняна в товарищеской игре против Чехии (1:2).

## Клубная статистика
| Выступление             | Выступление      | Выступление      | Чемпионат | Чемпионат | Кубки | Кубки | Итого | Итого |
| Клуб                    | Лига             | Сезон            | Игры      | Голы      | Игры  | Голы  | Игры  | Голы  |
| ----------------------- | ---------------- | ---------------- | --------- | --------- | ----- | ----- | ----- | ----- |
| → Тамбов                | Премьер-лига     | 2020/21          | 3         | 0         | 1     | 0     | 4     | 0     |
| → Тамбов                | Итого            | Итого            | 3         | 0         | 1     | 0     | 4     | 0     |
| → Текстильщик (Иваново) | ФНЛ              | 2021/22          | 22        | 1         | —     | —     | 22    | 1     |
| → Текстильщик (Иваново) | Итого            | Итого            | 22        | 1         | —     | —     | 22    | 1     |
| Балтика                 | Первая лига      | → 2022/23        | 5         | 0         | 1     | 0     | 6     | 0     |
| Балтика                 | Премьер-лига     | 2023/24          | 7         | 0         | 12    | 2     | 19    | 2     |
| Балтика                 | Первая лига      | 2024/25          | 13        | 0         | 2     | 0     | 15    | 0     |
| Балтика                 | Итого            | Итого            | 25        | 0         | 15    | 2     | 40    | 2     |
| → Балтика-БФУ           | Вторая лига      | 2022/23          | 17        | 0         | —     | —     | 17    | 0     |
| → Балтика-БФУ           | Вторая лига      | 2024             | 1         | 0         | —     | —     | 1     | 0     |
| → Балтика-БФУ           | Итого            | Итого            | 18        | 0         | —     | —     | 18    | 0     |
| Арсенал (Тула)          | Первая лига      | 2024/25          | 6         | 0         | —     | —     | 6     | 0     |
| Арсенал (Тула)          | Итого            | Итого            | 6         | 0         | 0     | 0     | 6     | 0     |
| Всего за карьеру        | Всего за карьеру | Всего за карьеру | 74        | 1         | 16    | 2     | 90    | 3     |